# Всё будет снова хорошо
«Всё будет снова хорошо» (дат. Alting bliver godt igen) — датский фильм 2010 года, режиссёра Кристоффера Боэ, который также выступил сценаристом этого проекта.

## Сюжет
Писатель-сценарист, известный одержимостью собственными историями, Якоб Фальк, находит фотографии военнопленных, которых пытали датские солдаты. Подозревая, что это является частью некоего политического заговора, Фальк начинает фанатично проводить расследование этой истории, чтобы раскрыть тайну, стоящую за фотографиями. Но его расследование открывает для него правду гораздо более пугающую, чем он мог предположить.

## В ролях
- Фальк — Йенс Альбинус
- Хелена — Марьяна Янкович
- Сири  — Паприка Штин
- Хакон  — Николас Бро
- Карл  — Сёрен Маллинг
- Лемми — Хеннинг Морицен